# 剎車痕

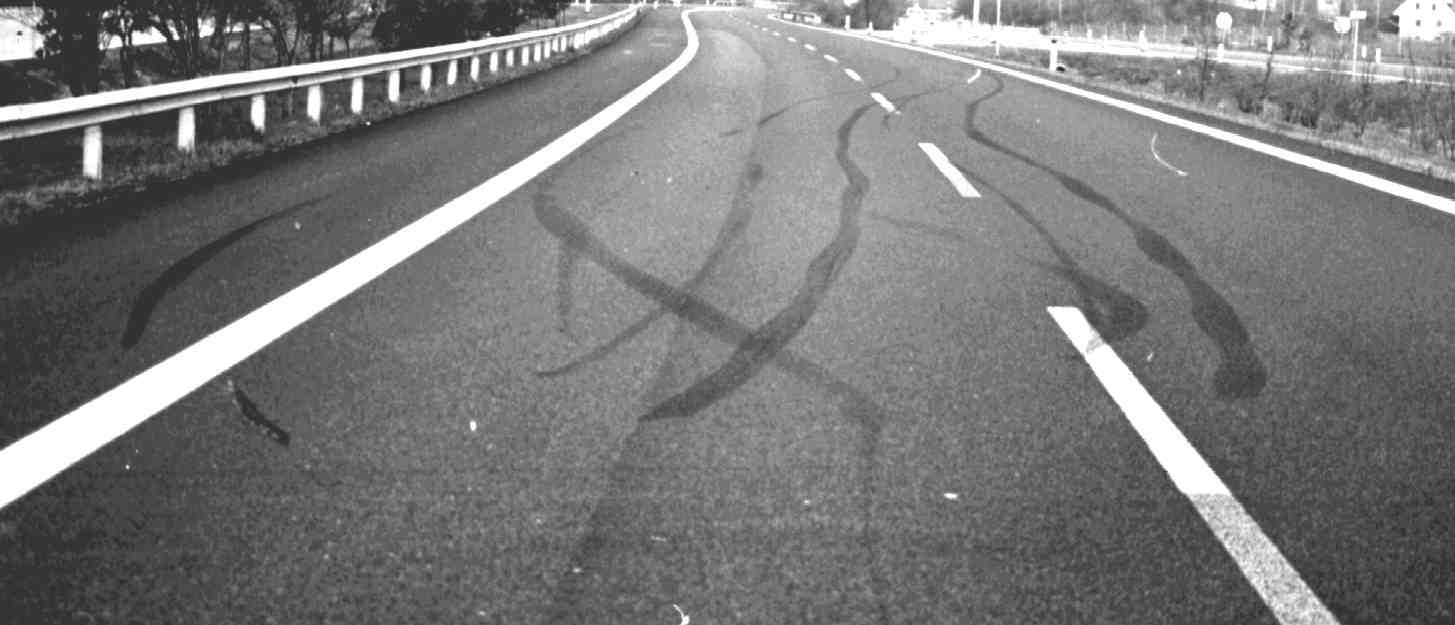
沥青路面上的剎車痕

剎車痕又稱剎車痕跡，是指任何固体相對於另一固体移动时留下的較為明顯的痕迹。当车辆的车轮停止滚动并在路面上滑动或旋转时，轮胎就会在道路上留下因滑動（滑移）造成的痕迹。通过分析剎車痕，人們可以分析交通事故時車輛的最大和最小车速。